# Paul Hirsch
Paul Hirsch (ur. 17 listopada 1868, zm. 1 sierpnia 1940) – niemiecki polityk socjaldemokratyczny, premier Prus w okresie Republiki Weimarskiej.